# A-One (collectif)
Pour les articles homonymes, voir A-One.
A-One est un collectif d'artistes japonais et cercle dōjin, principalement connu pour sa série de compilations Touhou Eurobeat (aussi appelée Toho Eurobeat. Le collectif publie de manière autonome par le biais de son propre label discographique indépendant A-One Records.

## Histoire
Le groupe est d'abord formé en tant que duo par Elementas et Yassie en 2008 sous le nom de A1. Par la suite rebaptisé A-One, le groupe devient particulièrement reconnu dans le cercle dōjin,, pour sa série de compilations Touhou Eurobeat (parfois abrégée TEB), calquées sur la série de compilation à succès Super Eurobeat. Deux ans après sa fondation, le duo publie le premier volet de Touhou Eurobeat en 2010,. En 2014, Elementas et Yassie s'associent à la chanteuse Aki et au chanteur Takahito « Rute » Koshida pour l'album spin-off Toho Eurobeat Ex : The Legendary Bouts. En 2016, le groupe annonce la sortie de sa 19e compilation pour le 8 mai au Japon.
En 2021, Nintendo sort le contenu téléchargeable Touhou Eurobeat Pack pour le jeu vidéo Touhou Spell Bubble sorti sur Nintendo Switch, qui comprend des morceaux des membres de A-One dont DJ Command (connu pour ses morceaux Initial T), Iosys et CrazyBeat. Ce pack est suivi d'un deuxième volume en 2022.

## Discographie partielle

### Albums studio
- 2008 : Karma Screen
- 2009 : Polygon Rain
- 2009 : Pod Jack
- 2009 : Pad Jack
- 2009 : Dystopia
- 2010 : Plug In Plug out
- 2016 : Eurobeat Attack!! 01
- 2024 : Awake My Soul
- 2024 : Tempt Sign
- 2025 : Make Love, Get Out

### Compilations
- 2010 : Toho Eurobeat Vol. 1
- 2010 : Toho Eurobeat Vol. 2
- 2011 : Toho Eurobeat Vol. 3 - The Embodiment of Scarlet Devil
- 2011 : Toho Eurobeat Vol. 4 - Perfect Cherry Blossom[9]
- 2011 : The Best of Non Stop Touhou Eurobeat 2011
- 2012 : Toho Eurobeat Vol. 5 - Imperishable Night
- 2012 : Toho Eurobeat Vol. 6 - Phantasmagoria of Flower View
- 2012 : Toho Eurobeat Vol. 7 - Mountain of Faith[10]
- 2013 : Toho Eurobeat Vol. 8
- 2014 : Toho Eurobeat Vol. 9 - Undefined Fantastic Objects
- 2014 : Toho Eurobeat Vol. 10 - Highly Responsive to Prayers
- 2015 : Toho Eurobeat Vol. 11 - Ten Desires
- 2015 : Toho Eurobeat Vol. 12 - Double Dealing Characters
- 2015 : Toho Eurobeat Vol. 13
- 2016 : Toho Eurobeat Vol. 14
- 2017 : Toho Eurobeat Vol. 15
- 2017 : Toho Eurobeat Vol. 16
- 2017 : Toho Eurobeat Vol. 17
- 2018 : Toho Eurobeat Vol. 18
- 2019 : Toho Eurobeat Vol. 19
- 2019 : Toho Eurobeat Vol. 20
- 2019 : Toho Eurobeat Vol. 21
- 2020 : Toho Eurobeat Vol. 22
- 2022 : Toho Eurobeat Vol. 23
- 2023 : Toho Eurobeat Vol. 24
- 2025 : Toho Eurobeat Vol. 25

### Singles
- 2021 : Fighting Knights (CD)
- 2024 : Awake My Soul (CD)